# Oramar
Oramar o Urmar en kurd, Dağlıca en turc, és una vila de Turquia al sud-est del país, fronterera amb l'Iran, situada al districte (Ilçe) de Yüksekova, província de Hakkâri. El 1955 la població tenia 943 habitants i el subdistricte (amb 9 pobles) en tenia 3.632. Els diversos pobles es troben al llarg del riu Rudbar-i Sin. La zona està poblada per kurds.
Al segle xix hi havia dues esglésies nestorianes però una (Mar Daniyal) va ser convertida en mesquita al final del segle o inicis del segle xx.